# Kerstin Hesslefors Persson
Kerstin Hesslefors Persson, född 24 juni 1960, är en svensk präst och psalmförfattare. 
Hon är teologie kandidat, filosofie kandidat och författare. I januari 2014 tillträdde hon som domprost i Lund och blev därmed Lunds första kvinnliga domprost. Hon är ledamot i Kyrkomötet. I Svenska kyrkans psalmbokstillägg Psalmer i 2000-talet är hon representerad med tre psalmer: 815, 842 och 909. Med psalmtexter om tillit, återskapande mitt i livsjäktet har hon introducerat nya teman i svensk hymnologi. Hesslefors Persson slutade den 18 oktober 2016 sin tjänst som domprost med omedelbar verkan.
Kerstin Hesslefors Persson utnämndes i oktober 2019 till kyrkoherde i Allerums pastorat nära Helsingborg.